# Wierzchowska Grań

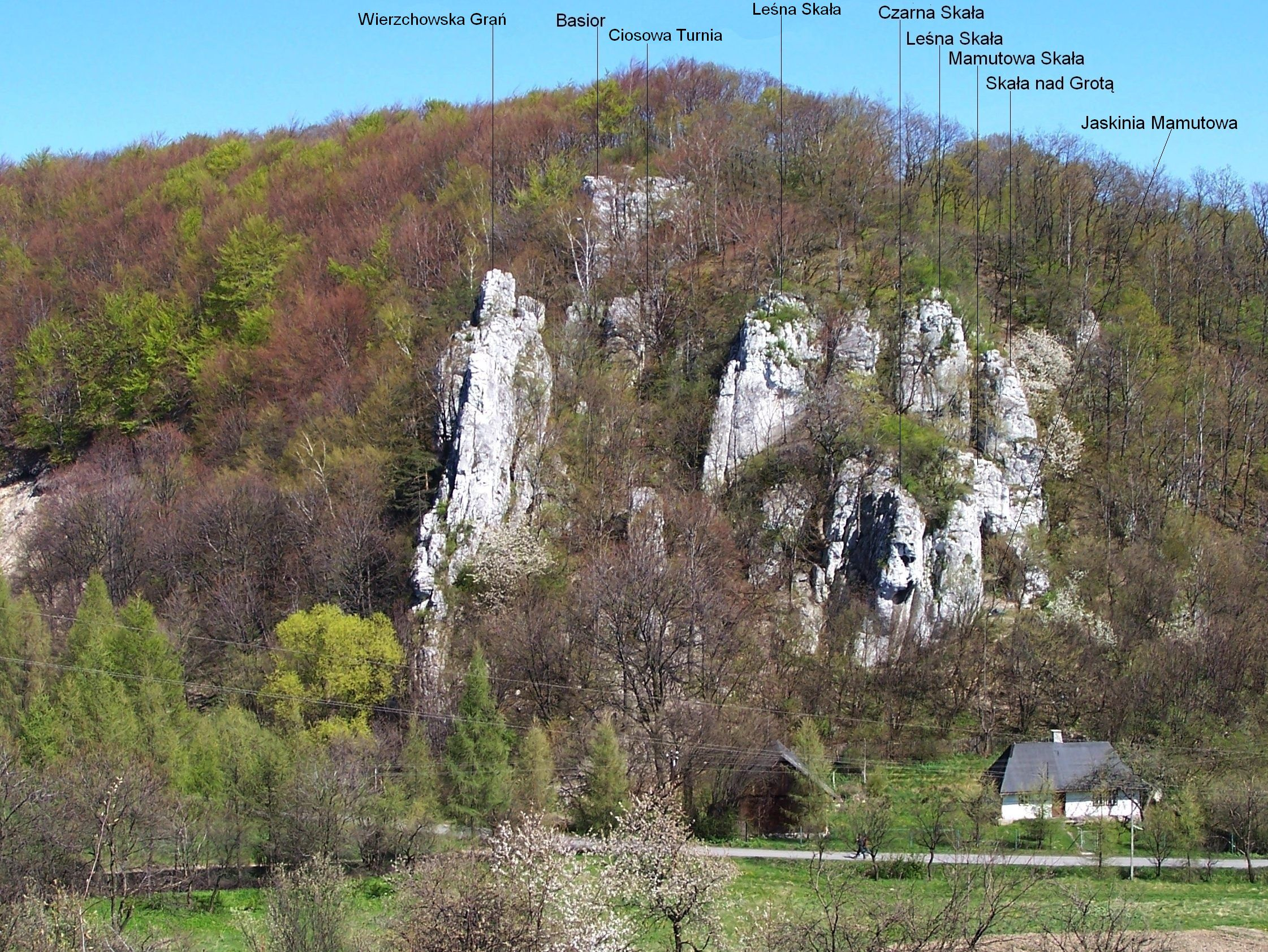
Widok od południowo-zachodniej strony

Wierzchowska Grań – skała w Dolinie Kluczwody na Wyżynie Olkuskiej, w miejscowości Wierzchowie, w województwie małopolskim, w powiecie krakowskim, w gminie Wielka Wieś. Znajduje się w górnej części orograficznie lewych zboczy doliny, w grupie skał wznoszących się na stoku Berda bezpośrednio nad ścieżką prowadzącą do Jaskini Mamutowej. Pomiędzy tą jaskinią a Wierzchowską Granią znajduje się jeszcze Czarna Skałka, a nad nią Leśna Skała.
Krzysztof Baran i Tomasz Opozda w przewodniku wspinaczkowym piszą o niej: „...dominująca nad najbliższą okolicą skała wznosząca się nad dnem doliny na wysokość około 45 m, wyglądem swoim przypomina granie tatrzańskie i jak one opada na obie strony stromymi ścianami...”. Są na niej 3 drogi wspinaczkowe o trudności od IV+ do V+ w skali Kurtyki, na jednej z nich ma zamontowano ringi (r) i ring zjazdowy (rz).
1. Wierzchowska Grań; IV+, 15 m
2. Czarni na pal; 5r + rz, VI.2, 14 m
3. Głęboka rysa; V-, 14 m[2][3].

Według K. Barana i T. Opozdy wytyczona w 1969 droga Wierzchowska Grań IV+ wiedzie samą granią i filarem prowadzącym od podnóża i ma długości ok. 60metrów.
W Wierzchowskiej Grani znajduje się kilka jaskiń: Jaskinia w Wierzchowskiej Grani, Schronisko przy Jaskini Mamutowej Pierwsze, Schronisko przy Jaskini Mamutowej Drugie, Schronisko przy Jaskini Mamutowej Trzecie.